# Johann Auinger
Johann Auinger (* 25. Mai 1866 in Erla, Niederösterreich; † 9. November 1943 ebenda) war ein österreichischer Politiker des Heimatblocks (HB).

## Ausbildung und Beruf
Nach dem Besuch der Volksschule wurde er Bauer. In seinem Heimatort Erla war er 30 Jahre lang Bürgermeister.

## Politische Mandate
- 2. Dezember 1930 bis 29. Juni 1932: Abgeordneter zum Nationalrat (IV. Gesetzgebungsperiode), HB